# Osečná
Osečná (deutsch Oschitz, veraltet Olschwitz oder Oschwitz, mundartlich auch Oschpitz) ist eine Kleinstadt im Liberecký kraj in Tschechien.

## Geographische Lage
Die Stadt liegt im Norden Böhmens. nordwestlich der Stadt Český Dub (Böhmisch Aicha), am Flusslauf der Ploučnice (Pulsnitz oder Polzen).

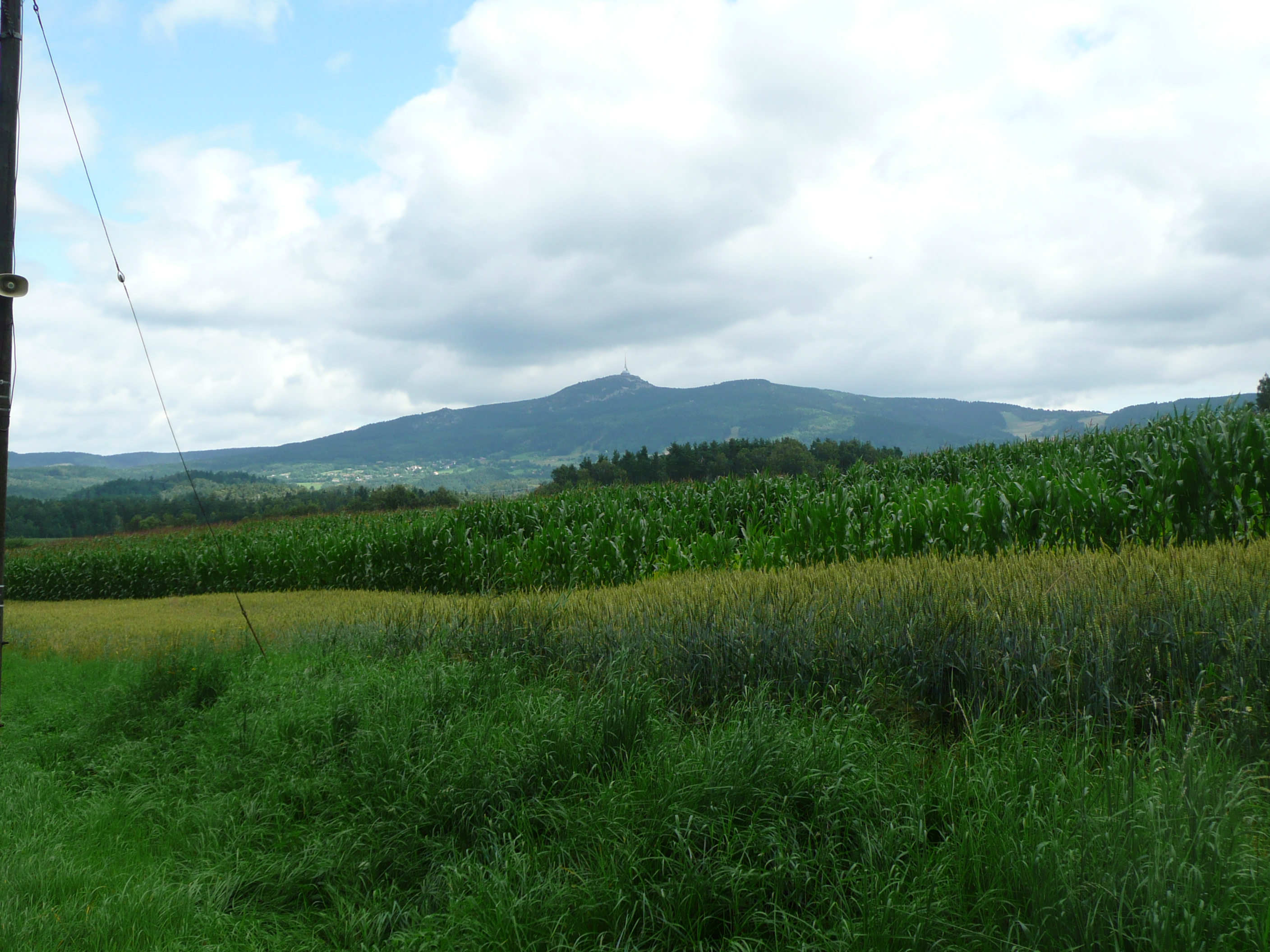
Ještěd (Jeschken), vom Ort aus gesehen

## Geschichte

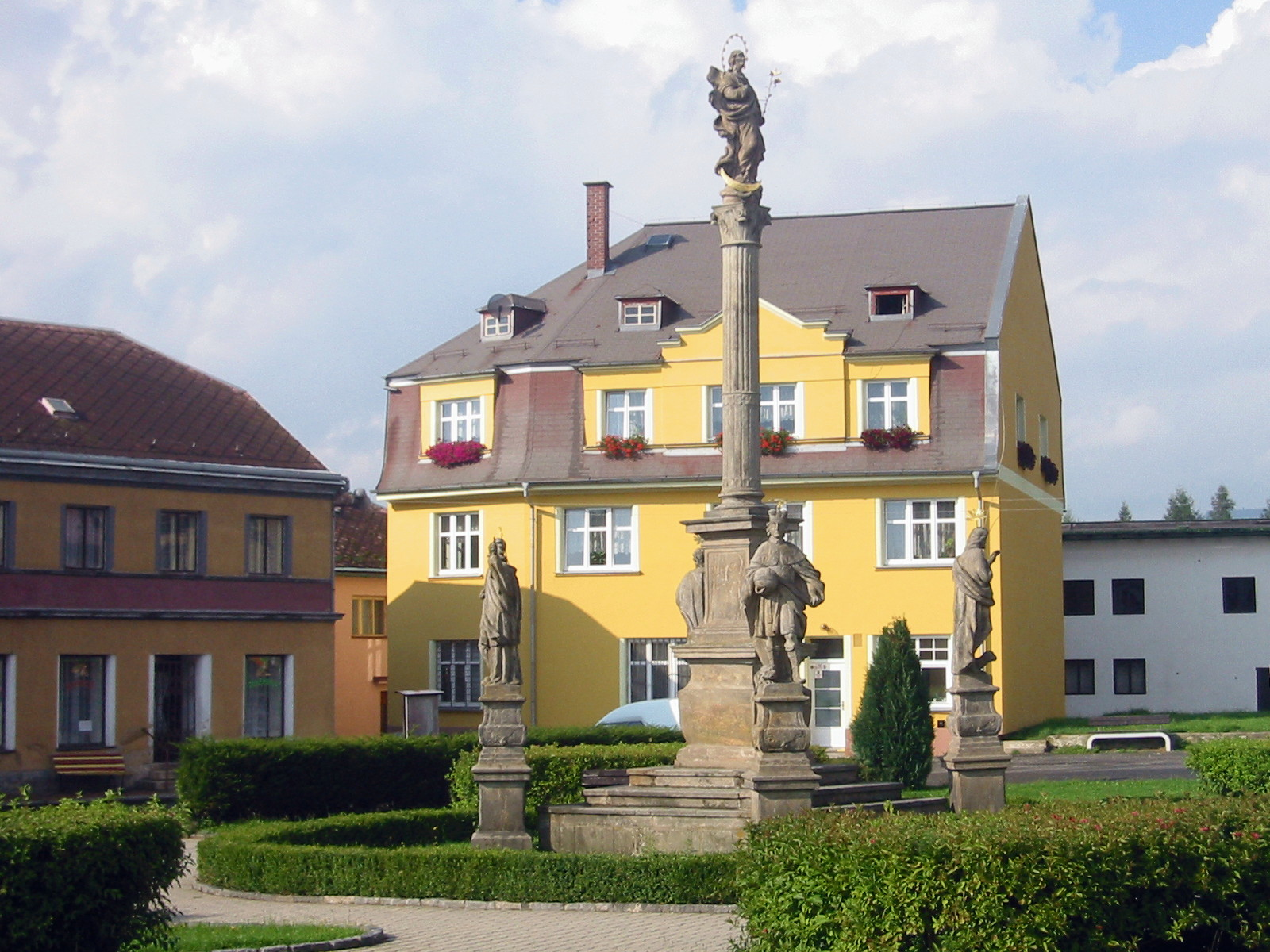
Marktplatz mit Mariensäule

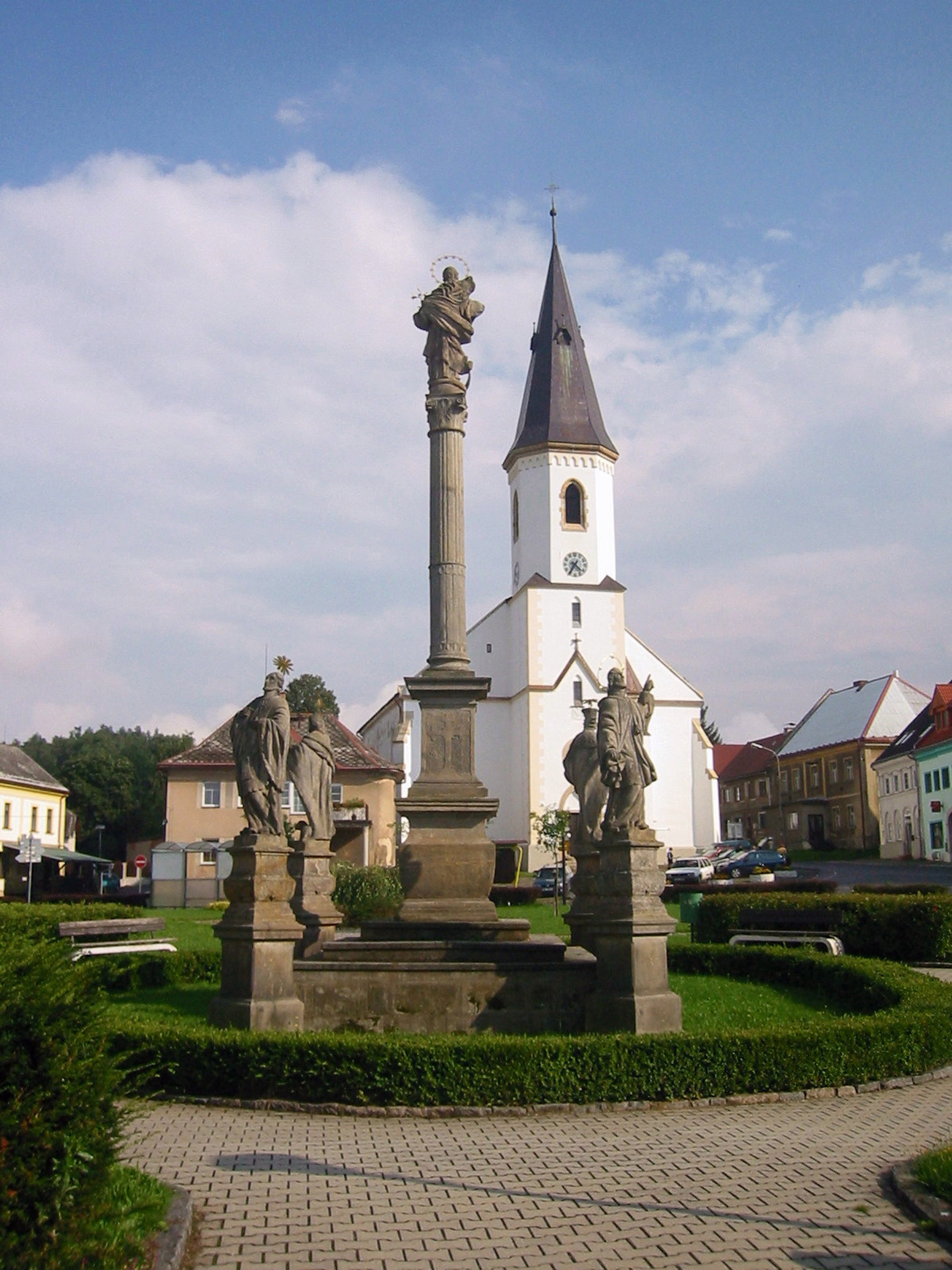
Kirche des Hl. Veit

Der Ort wurde 1352 als Ossieczna (Oschietschna) zum ersten Mal erwähnt. Die Schreibformen des Namens veränderte sich bis 1427 zu Ossyeczna, 1582 erscheint Oschicz, 1654 Oschwitz und von 1698 bis 1945 Oschitz. Die hiesige Pfarrkirche hatte schon 1384 ihren eigenen Seelsorger, der im Hussitenkrieg vertrieben wurde.
Das Dorf gehörte zum nahegelegenen Ort Lázně Kundratice, in dem im 19. Jahrhundert ein kleines Moorbad entstand. Es lag in der Grundherrschaft Dewin und war bis 1848 den dortigen wechselnden Lehensinhabern erbuntertänig. Bis 1769 war es ein Ort der Halsgerichtsbarkeit mit einem Hinrichtungsplatz am Galgenberg, der späteren „Schillerhöhe“.
1576 verlieh Kaiser Rudolf II. dem Ort die Stadtrechte. Er bestätigte auch das Stadtwappen. Der Kirchenpatronatsherr Hans von Oppersdorff verlieh in dieser Zeit dem städtischen Gasthof, der bis 1968 bestand, das Privileg, drei goldene Pilgermuscheln, kennzeichnend für die Wege der Jakobspilger, als Wirtshausschild zu führen. Nach den Zerstörungen des Dreißigjährigen Krieges zählte die Steuerrolle von 1654 für Osečná 23 Bürger, 15 Chaluppner und 21 Feldgärtner. Der Kataster von 1713 nennt 43 Bürger, zwei Feldgärtner und 48 Häusler. Das Stadtbuch wurde 1548 angelegt und bis 1860 lückenlos geführt. Am 11. Juni 1825 kam es zu einem verheerenden Stadtbrand, bei dem das Rathaus, die Pfarrei, der Kirchturm und 25 Häuser niederbrannten und die Kirchenglocken schmolzen. Im Jahr 1857 ereignete sich ein zweites großes Brandunglück, das die Stadtmühle und 7 Häuser vernichtete.
Osečná war nach Ende der Erbuntertänigkeit des Revolutionsjahres 1848 eine Gemeinde im Gerichtsbezirk Niemes beziehungsweise im Bezirk Böhmisch Leipa und hatte in Nordböhmen als Ackerbaustädtchen keine besondere politische Bedeutung. 1680 und 1776 wurden Bauernaufstände gegen die Erbuntertänigkeit, den Frondienst, Verarmung und unmenschliche Behandlung durch die Obrigkeit mit Waffengewalt unterdrückt. Im 20. Jahrhundert mit Beginn des Tourismus wurde Osečná als Sommerfrische zu einem Urlaubsort für naturverbundene Touristen der Wandervogelbewegung und hatte bis 1945 überwiegend deutschsprachige Grund- und Hauseigentümer.
Nach dem Münchner Abkommen wurde der Ort dem Deutschen Reich zugeschlagen und gehörte bis 1945 zum Landkreis Reichenberg, Regierungsbezirk Aussig, im Reichsgau Sudetenland.
Nach dem Zweiten Weltkrieg wurden die meisten deutschen Bewohner vertrieben. Heute ist neben dem Ackerbau die Versorgung und Bewirtung von Urlaubern eine Haupterwerbsquelle.

### Demographie
Bis 1945 war Olschwitz überwiegend von Deutschböhmen besiedelt, die vertrieben wurden.
| Jahr | Einwohner | Anmerkungen    |
| ---- | --------- | -------------- |
| 1830 | 0950      | in 141 Häusern |
| 1855 | 1.020     | [ 7 ]          |
| 1930 | 0612      | [ 8 ]          |
| 1939 | 0602      | [ 8 ]          |

### Persönlichkeiten
- Anton Müller (1792–1843), österreichischer Schriftsteller, Professor für Ästhetik und Altphilologe

## Wappen
Das Stadtwappen von Osečná zeigt das Stammwappen derer von Oppersdorff, Freiherrn von Aicha und Friedstein auf Böhmisch Aicha: In Rot einen feuerspeienden silbernen Greifenkopf, golden gekrönt.

## Gemeindegliederung
Die Stadt Osečná besteht aus den Ortsteilen Druzcov (Drausendorf), Chrastná (Krassa), Kotel (Kessel, auch: Kässel), Lázně Kundratice (Bad Kunnersdorf), Osečná (Oschitz), Vlachové (Wlachey) und Zábrdí (Sabert). Grundsiedlungseinheiten sind Druzcov, Chrastná, Kotel, Lázně Kundratice, Osečná und Zábrdí. Zu Osečná gehört außerdem die Ansiedlung Podvrší (Kühthal).
Das Gemeindegebiet gliedert sich in die Katastralbezirke Druzcov, Chrastná, Kotel, Lázně Kundratice, Osečná und Zábrdí u Osečné.

## Sehenswürdigkeiten
- Die Kirche des Hl. Veit, erbaut 1565–1568 im Stil der Spätgotik mit Renaissance-Elementen. Der Turm wurde erst 1619 hinzugefügt.[5] Sie wurde 1870 neugotisch umgestaltet und 1901 restauriert.
- Auf dem Marktplatz befindet sich die barocke Mariensäule mit vier freistehenden Heiligen-Statuen aus dem Jahr 1730.
- Östlich von Osečná bei Zábrdí und Kotel liegt das Naturdenkmal Teufelsmauer (Čertova zeď).